# Конрадс, Илза
Илза Конрадс (англ. Ilsa Konrads, латыш. Ilze Konrade; род. 29 марта 1944, Рига, Рейхскомиссариат Остланд) — австралийская пловчиха латвийского происхождения, серебряный призёр летних Олимпийских игр 1960 года.

## Биография
Родилась 29 марта 1944 года в Риге. Во время Второй Мировой войны, в августе 1944 года, перед наступлением советской армии на Прибалтику, вместе с семьёй эмигрировала в Германию. В 1949 году, после отказа американских властей в иммиграционной визе США семья Конрадс переехала в Австралию, в мигрантский центр в небольшом городе Еранквинти в Новом Южном Уэльсе. 
Начала заниматься плаванием под руководством тренера Дональда Талбота. В 1958 году, в возрасте 13 лет побила мировые рекорды в плавании вольным стилем на 800 м и 880 ярдов на чемпионате Нового Южного Уэльса. Затем завоевала золотую медаль на Играх Содружества наций в 1958 году, обыграв олимпийских чемпионок Мельбурна Дон Фрейзер и Лоррейн Крэпп с новым рекордом Игр — 4.49,4. В течение следующих двух лет перед Олимпийскими играми 1960 года установила мировые рекорды в плавании вольным стилем на дистанциях 400 м, 1500 м, 440 ярдов и 1650 ярдов.
В составе сборной Австралии приняла участие в летних Олимпийских играх 1960 года в Риме. В индивидуальных соревнованиях переволновалась и выступила неудачно. В заплыве на дистанции 100 м вольным стилем выбыла из соревнований, а на дистанции 400 м вольным стилем была четвёртой, показав результат уступающий её личному рекорду на 12 сек. В эстафете 4×100 м вольным стилем вместе с Дон Фрейзер, Лоррейн Крэпп и Алвой Колхаун завоевала серебряную медаль.
Завершила спортивную карьеру на Играх Содружества наций в 1962 году, завоевав там серебряную медаль на дистанции 440 ярдов вольным стилем. 

## Карьера после спорта
После завершения спортивной карьеры занималась журналистикой. Работала редактором в журналах Belle и австралийском Vogue, и в газете The Sydney Morning Herald.

## Семья
- Отец — Янис Конрадс;
- Мать — Эльза Конраде;
- Брат — Джон (Янис) Конрадс, австралийский пловец, олимпийский чемпион 1960 года на дистанции 1500 м вольным стилем.

## Награды
- В 1971 году вместе с братом Джоном Конрадсом принята в Зал славы мирового плавания[3].
- В 1987 году принята в Зал славы австралийского спорта[англ.][2].
- В 2000 году награждена Австралийской спортивной медалью[англ.][4].